# Phina Oruche
Phina Oruche (* 31. August 1972 in Liverpool, England) ist eine britische Schauspielerin.

## Leben und Leistungen
Oruche war als Fotomodell in London und in Paris tätig, anschließend zog sie nach New York City. Sie debütierte in einer Folge der Fernsehserie Saved by the Bell: The New Class aus dem Jahr 1995. Im Horrorfilm The Forsaken – Die Nacht ist gierig (2001) spielte sie die Rolle der Vampirin Cym, die gegen Sean (Kerr Smith), Nick (Brendan Fehr) und Megan (Izabella Miko) kämpft. Im Kurzfilm Who's Kyle? (2004) spielte sie die Rolle der Freundin von Scouse (Gary Oldman). 2006 nahm sie an der sechsten Staffel der britischen Reality-Show I’m a Celebrity…Get Me Out of Here! teil. Besonders bekannt machte sie die Rolle in der britischen Fernsehserie Footballers' Wives, in der sie im Jahr 2006 spielte. Im Jahr 2006 erhielt sie den Screen Nation Award in der Kategorie Beliebteste Fernsehschauspielerin.
Oruche gründete im Jahr 2006 das Produktionsunternehmen Ibo girl films, für das sie als Drehbuchautorin und Regisseurin der Independentfilme tätig ist. Außerdem schreibt sie Zeitschriftenartikel und tritt in Theaterstücken auf. Sie lebt in Los Angeles und in London.

## Filmografie (Auswahl)
- 1995: Sabrina
- 1998: High Freakquency
- 1998: Stella’s Groove: Männer sind die halbe Miete (How Stella Got Her Groove Back)
- 1999: Eine Nacht in L.A. (Out in Fifty)
- 2000: Punks
- 2000: Diagnose:Mord
- 2001: The Forsaken – Die Nacht ist gierig (The Forsaken)
- 2004: Who’s Kyle? (Kurzfilm)
- 2006: Footballers’ Wives (Fernsehserie)
- 2007: The Unit – Eine Frage der Ehre (The Unit, Fernsehserie, eine Folge)
- 2018: Tödliche Flucht (Taken Down, Fernsehserie)